# Hugh Hefner

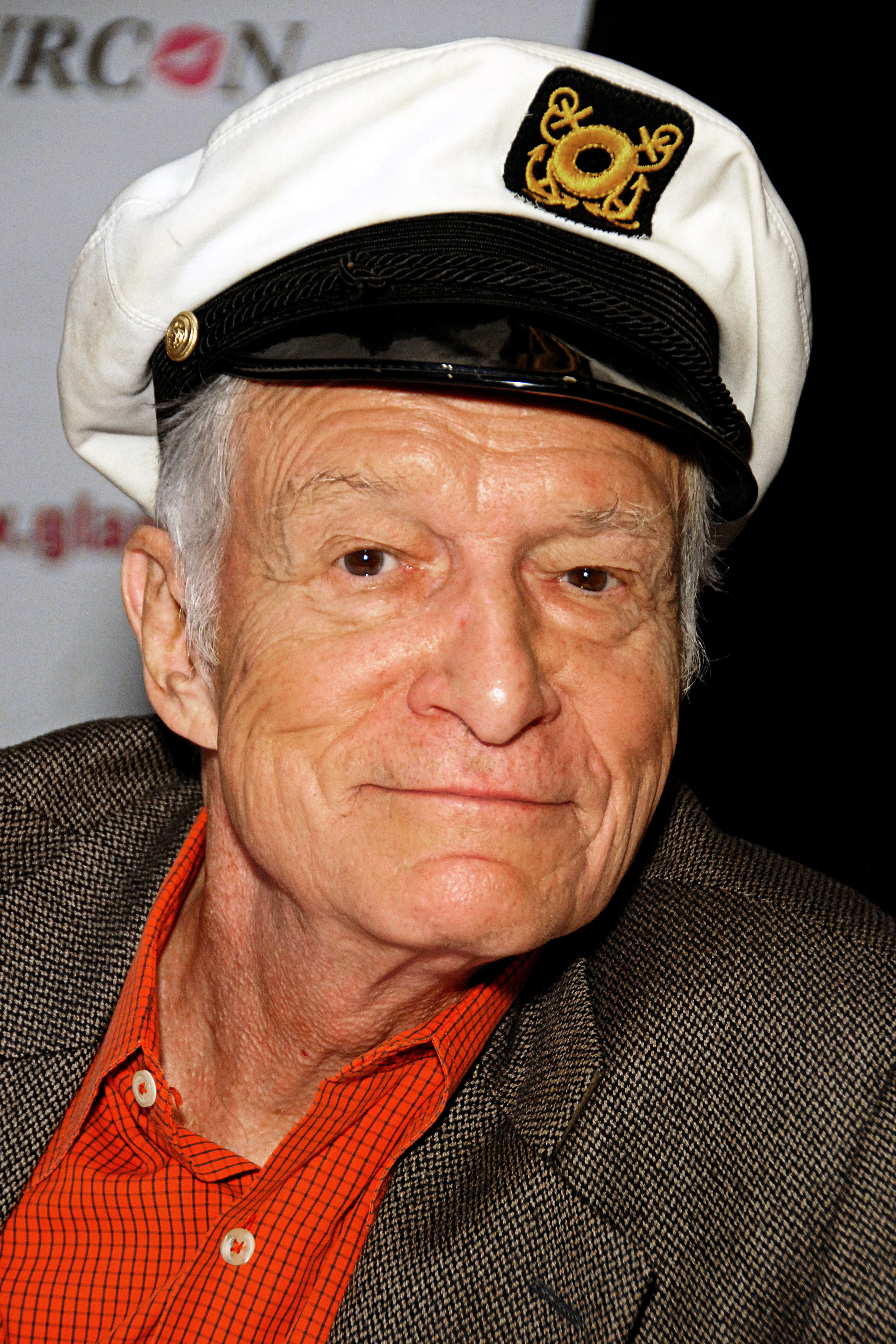
Hugh Hefner bei der Glamourcon #50 in Long Beach, Kalifornien (2010)

Hugh Marston Hefner (* 9. April 1926 in Chicago, Illinois; † 27. September 2017 in Los Angeles, Kalifornien), genannt „Hef“, war ein US-amerikanischer Verleger. Er war Gründer und Chefredakteur des US-amerikanischen Männermagazins Playboy.

## Herkunft
Hugh Marston Hefner war der erste Sohn des Wirtschaftsprüfers Glenn Lucius Hefner und dessen Ehefrau Grace Caroline Swanson. Er hatte einen jüngeren Bruder namens Keith (1929–2016) und war deutscher und schwedischer Abstammung. Seine Eltern waren strenggläubige Methodisten.
Nach dem Schulbesuch diente er von 1944 bis 1946 als Kompanieschreiber in der U.S. Army. Danach absolvierte Hefner ein Psychologiestudium an der University of Illinois at Urbana-Champaign, das er 1949 mit dem Bachelor of Arts abschloss. Hierbei waren Anatomiekurse im Kunstinstitut und kreatives Schreiben enthalten. Ab dem Jahr 1951 schrieb Hefner als Werbetexter zunächst für die Zeitschrift Esquire. Im Jahr darauf stieg er als Werbemanager bei der Public Development Corporation, Co. Inc. ein. Im Jahr 1953 wechselte er als Vertriebsleiter zu einer Kinderzeitschrift.

## Playboy
Hefner wollte unabhängig sein und ein eigenes Unternehmen gründen. Im Frühjahr 1953 beschloss er, seine Idee von einem neuen Männermagazin in die Tat umzusetzen, und entwarf im Herbst 1953 die ersten Artikel und Illustrationen. Um genügend Startkapital aufbringen zu können, bat er seinen Vater um Geld, der aber von der Idee nicht zu überzeugen war. Seine Mutter, die über eigene Ersparnisse verfügte, lieh ihm dann 1000 Dollar. Nach Hefners Aussage glaubte sie nicht an die Idee, aber an ihren Sohn.
Da in seiner Familie wenig Empathie und Körperkontakt sowie eine Mysophobie herrschte, begann Hugh schon früh aus seinen Sehnsüchten Fantasien zu bilden, die er im Heft nun umsetzen konnte.
Auf die Titelseite kam ein freizügiges Foto von Marilyn Monroe, das Hefner von einem kleinen Verlag für erotische Kalender für 500 Dollar gekauft hatte.
50.000 Exemplare wurden gedruckt. Auf dem Titel stand kein Datum, nicht einmal das Jahr, weil Hugh Hefner nicht wusste, ob es jemals eine zweite Ausgabe geben würde. Die erste Ausgabe zu 50 Cent das Stück verkaufte sich rasend schnell, fünf Jahre später hatte der Playboy eine Million Käufer. Für viele war dies ein Angriff auf die Institutionen Familie und Kirche.
Wichtig für die Zeitschrift wurde das Centerfold, das Aufklappbild in der Heftmitte, als Pin-up-Foto für den Spind. Das Centerfold führte direkt zum Playmate des Monats, das im ersten Heft noch Sweetheart of the Month (‚Herzchen/Liebste des Monats‘) hieß und ein weiteres Foto von Marilyn Monroe war, die zum bekanntesten Pin-up der Welt wurde.
Das hefnersche Bild der Frau als Sexobjekt sorgte für Zündstoff. Playboys rasanter Erfolg provozierte in den aufgewühlten Vereinigten Staaten der sexuellen Revolution heftige Reaktionen an allen Enden des kulturellen und politischen Spektrums. Feministinnen liefen Sturm gegen die aus ihrer Sicht erfolgende Degradierung und Verniedlichung der Frau mit Hasenohren. Von der rechten Seite protestierten die Konservativen gegen die ihrer Meinung nach unmoralischen Obszönitäten.

### 1970er und 1980er Jahre

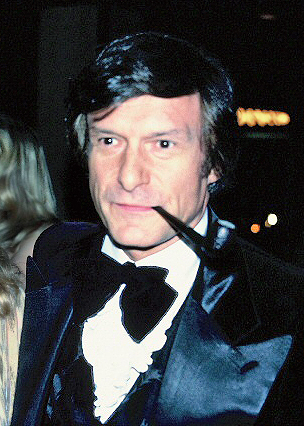
Hugh Hefner (1978)

Zur wirtschaftlichen Rezession (1973) bescherte vor allem die Konkurrenz durch andere Männermagazine dem Playboy Umsatzprobleme, insbesondere Penthouse und Larry Flynts Hustler. Der Umsatz brach um fast die Hälfte ein, und die Playboy-Clubs und Ferienanlagen machten Verluste. Um die Auflage zu steigern, zeigten nun die Bilder (Magazin Juni 1973) vollkommen unbekleidete Frauen. Auch das Abbilden von Schamhaaren war nun kein Tabu mehr. Insgesamt wurde aus dem intellektuellen Magazin mehr und mehr eine „Sexpostille“ für gehobene Ansprüche. 1975 zeigten zwei Ausgaben lesbische Liebe und Selbstbefriedigung. Daraufhin zogen viele Anzeigenkunden ihre Aufträge zurück.
Um das Magazin wieder auf ein besseres Niveau zu heben, wurde 1976 der Zeitungsmanager Derick Daniels als Vorstand eingestellt. Daniels erkannte, dass vor allem die Konzentration auf das Kerngebiet erforderlich war. Daraufhin wurden viele Hotels, Clubs und Ferienanlagen verkauft oder geschlossen. Er kündigte vielen Mitarbeitern, verschonte aber auch das Management nicht. Infolgedessen gewann das Magazin wieder an Qualität und mit der Eröffnung des Londoner Spielkasinos verfügte der Konzern nun auch über eine neue Geldquelle.
Hefner kam in den 1970er Jahren wegen des Eintretens des Playboys für liberale Drogengesetze verstärkt in das Visier der Strafverfolger, die schon seit den 1950er Jahren versuchten, Hefner wegen Drogenbesitzes zu belangen. Als seine ehemalige Sekretärin Bobbie Arnstein 1975 in einem Chicagoer Hotelzimmer Suizid beging, legte Hefner, den dies schwer traf, dies in einer Pressekonferenz Beamten der Drogenfahndung zur Last. Sie hätten versucht, seine Sekretärin unter Druck zu setzen, um gegen ihn auszusagen. Ein weiterer Schlag war der Mord am Playmate von 1980, Dorothy Stratten.
In den 1980er Jahren kam der Playboy von Seiten der Regierung Ronald Reagan und dessen Meese-Kommission unter Beschuss. Sie war benannt nach dem Justizminister Edwin Meese und wollte eine moralische Wende in Bezug auf Pornographie einleiten, bei der man eine Verbindung zu Gewalttaten vermutete, und schlug Maßnahmen vor, den Playboy und ähnliche Zeitschriften schwerer zugänglich zu machen. In den öffentlichen Anhörungen im Vorfeld für den Meese-Report von 1986 wurde der Playboy ständig angegriffen. In einem Artikel im Playboy (Ausgabe Januar 1986) wurde diese Kampagne als „Sexual McCarthyism“ bezeichnet. Ein Einschnitt war auch die Anfang der 1980er Jahre beginnende Aidsepidemie, die der Playboy frühzeitig thematisierte.
1985 erlitt Hefner einen leichten Schlaganfall, von dem er sich aber wieder erholte. Er nahm dies zum Anlass, seinen Lebensstil zu ändern, und trat auch beim Playboy kürzer, bei dem seine Tochter Christie 1988 die Leitung übernahm. Außerdem beschloss er, erneut zu heiraten.

## Auszeichnungen
Hefner wurde mit mehreren Preisen geehrt, unter anderem nominierte man ihn 1989 für die Public Hall of Fame. Der Verlagsleiter wurde 1997 auch mit dem International Publisher Award ausgezeichnet, der vom Internationalen Presseverband in London verliehen wird. Als Mitglied des New York Friars Club erhielt er 2002 den Henry Johnson Fisher Award.

## Film- und Fernsehauftritte
In den 1980er Jahren wirkte Hefner an einigen Hollywoodfilmen wie etwa Mel Brooks – Die verrückte Geschichte der Welt (1981), The Comeback Trail (1982) und Beverly Hills Cop II (1987) mit. Im Jahr 1993 trat er in der Fernsehserie bei Der Prinz von Bel-Air auf (es wurde in seinem Garten gedreht). 
2005 war er in Immer wieder Jim an der Seite von James Belushi zu sehen, im selben Jahr auch in der Serie Lass es, Larry!. 
In der Dokumentation Inside Deep Throat aus dem Jahr 2005 war Hugh Hefner erneut auf der Kinoleinwand zu sehen. Bei der US-Zeichentrickserie Die Simpsons hatte er einen Auftritt in der Folge Krusty, der TV-Star, ebenso bei einer Episode der Serie Sex and the City (3.14), die auf dem gesamten Anwesen gedreht wurde. Bei der Serie Shark mit James Woods hatte er 2008 in der Folge One Hit Wonder einen Gastauftritt als er selbst und Freund von Sebastian Stark (James Woods). Zu seinen letzten Auftritten, jeweils sich selbst spielend, gehören House Bunny und Miss March (2009).
Ebenfalls verkörpert er sich selbst in den Musikvideos zu den Liedern Playmate of the Year der Band Zebrahead (2000), Beverly Hills der Band Weezer (2005) sowie in Nellys und Justin Timberlakes Lied Work It (2003), die auf seinem Anwesen gedreht wurden.

## Jazz
Hugh Hefner war Jazzfan und veröffentlichte nicht nur Jazzpolls im Playboy, sondern veranstaltete auch 1959 ein erstes Jazzfestival in Chicago und Los Angeles. Ab 1979 wurde daraus das regelmäßige sehr erfolgreiche Playboy Jazz Festival im Hollywood Bowl.

## Ehen
Am 25. Juni 1949 heiratete Hefner seine Kommilitonin Mildred Williams, die er an der Northwestern University in Evanston, Illinois kennengelernt hatte. Sie haben zwei Kinder zusammen, Christie Ann (* 1952) und einen Sohn. Die Ehe wurde 1959 geschieden. Am 1. Juli 1989 heiratete Hefner Kimberley Conrad (* 1962). Sie war „Playmate des Jahres 1989“ und „Playmate for a Lifetime“. Auch aus dieser Ehe gingen zwei Kinder hervor. Die beiden trennten sich 1998. Zwei weitere Kinder gingen aus nichtehelichen Verbindungen hervor.

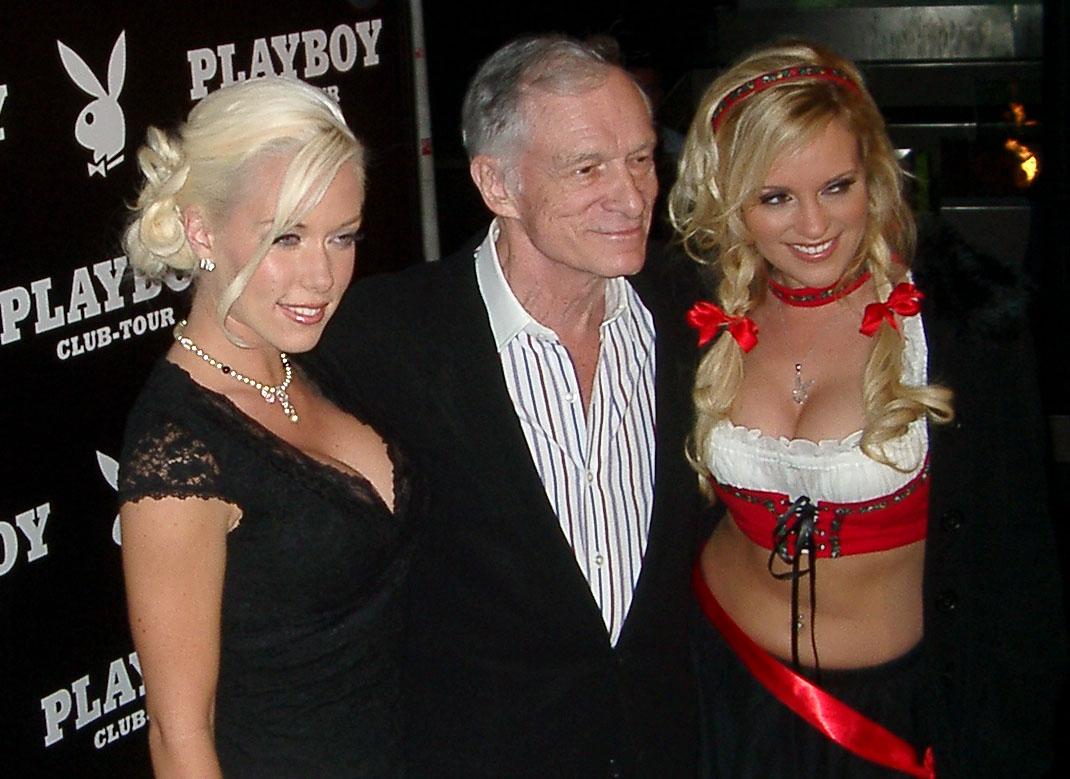
Hugh Hefner mit seinen zwei Exfreundinnen Kendra und Bridget bei seiner Geburtstagsparty in München (2006)

Hefner lebte bis zum März 2005 mit sieben Frauen im Alter von 18 bis 28 Jahren zusammen. Dann verkündete er, nur noch mit drei Frauen zusammenzuleben, Bridget Marquardt, Kendra Wilkinson und seiner Hauptfreundin Holly Madison. Diese sind Hauptdarstellerinnen der Fernsehserie The Girls of the Playboy Mansion, welche auf Hefners Anwesen gedreht wurde. Im Oktober 2008 gaben Kendra Wilkinson und Holly Madison bekannt, sich von Hefner getrennt zu haben, und zogen daraufhin aus der Playboy Mansion aus. Im Januar 2009 zog schließlich auch Bridget Marquardt aus. Danach wurden Crystal Harris und die Zwillinge Kristina und Karissa Shannon Hefners neue Freundinnen. Am 13. Januar 2010 twitterte Hefner, dass er sich von den Zwillingen getrennt habe. Sie wollten ihr Studium beenden und er möchte sie dabei unterstützen.
Die Scheidung von seiner Noch-Gattin Kimberly Conrad reichte Hugh Hefner erst nach 11 Jahren Trennung und 20 Ehejahren im September 2009 ein. Am 26. Dezember 2010 verkündete er via Twitter seine Verlobung mit dem 60 Jahre jüngeren Model Crystal Harris, die jedoch am 15. Juni 2011 – vier Tage vor der eigentlichen Hochzeit – wieder aufgelöst wurde. Hefner und Harris wurden 2012 aber wieder ein Paar und heirateten am 31. Dezember 2012.

## Trivia
- Das öffentliche Sexleben von Hugh Hefner trug wesentlich zum Mythos des Playboy bei.
- Hugh Hefner kaufte sich für seine letzte Ruhestätte das Grab neben Marilyn Monroe.[14]
- Hefner wählte fünfzig Jahre lang selbst das Foto für die Heftmitte aus, das wohl am meisten über den Erfolg des Playboys entschied (Centerfold oder auch Pin-up).
- Eigentlich sollte das neue Männermagazin „Stag-Party“ heißen (Stag-Party = Junggesellenabend). Doch das amerikanische Stag-Magazin drohte mit Klage wegen Urheberrechtsverletzung, und aus Stag-Party wurde der Playboy.[15]
- Art Paul, der erste Art Director des Playboys, erschuf den berühmten Hasenkopf, der seit der zweiten Ausgabe (1953) den Playboy schmückt und bis heute noch in seiner Ursprungsform verwendet wird.
- Hefner war einer der Sponsoren des berühmten Hollywood-Schriftzugs (er kaufte das „Y“), dessen Wiederherstellung nach Verfall er 1978 mittels einer Spendensammlung initiierte.[16]
- 2010 rettete Hugh Hefner erneut den Hollywood-Schriftzug, diesmal mit einer Spende von 900.000 Dollar. Mit dieser hatte Kalifornien die nötige Summe von insgesamt 12,5 Millionen Dollar zusammen, um das Grundstück zurückzukaufen und es vor dem Abriss durch den Eigentümer zu bewahren.[17]
- Die 1984 in Florida entdeckte Marschkaninchenunterart Sylvilagus palustris hefneri wurde nach Hefner benannt.[18]
- Posthum wurden Berichte von verabreichten Drogen, sexuellen Übergriffen und emotionalem Missbrauch in Hefners Playboy-Mansion veröffentlicht, die auf ein frauenfeindliches und repressives Klima in Hefners Umfeld hinweisen.[19][20]

## Filme
- André Schäfer und Ingmar Trost: Let’s Play, Boy. Arte-Dokumentation, 90 Minuten, Frankreich 2008.
- Brigitte Berman: Hugh Hefner: Playboy, Activist and Rebel. Kanada 2009 und Hugh Hefner's After Dark: Speaking Out in America. Kanada 2018.
- Deutsche Version: Hugh Hefner: Playboy, Aktivist und Rebell. 2012